# Querido Fidel
Querido Fidel è un film italiano del 2021 diretto da Viviana Caló e interpretato da Gianfelice Imparato, Alessandra Borgia e Marco Mario de Notaris.
Il film è stato presentato al Bari International Film Festival dove Viviana Calò ha vinto il Premio Ettore Scola come miglior regista e Gianfelice Imparato il Premio Gabriele Ferzetti come miglior attore protagonista.

## Trama
Italia, 1991. Emidio, figlio di un emigrato napoletano a Cuba, nel ricordo del padre venuto a mancare, impone alla sua famiglia il culto rivoluzionario castrista, ma il mondo sta cambiando ed Emidio si troverà a lottare contro la società che non comprende i suoi valori costruiti sulla rivoluzione e sul comunismo.

## Riconoscimenti
- 2021 Bari International Film Festival[4]
  - Premio Ettore Scola alla miglior regia a Viviana Calò[3]
  - Premio Gabriele Ferzetti al miglior attore protagonista a Gianfelice Imparato[3]